# 米爾維爾 (新澤西州)
米爾維爾（英語：Millville）是一個位於美國新澤西州坎伯蘭縣的城市。

## 人口
根據2020年美國人口普查的數據，米爾維爾的面積為115.25平方千米，當中陸地面積為108.78平方千米，而水域面積為6.47平方千米。當地共有人口27491人，而人口密度為每平方千米239人。